# Dorfkirche Unterliederbach
Die evangelische Dorfkirche in Unterliederbach, einem Stadtteil von Frankfurt am Main, ist eine Barockkirche auf mittelalterlichen Fundamenten und ein hessisches Kulturdenkmal.

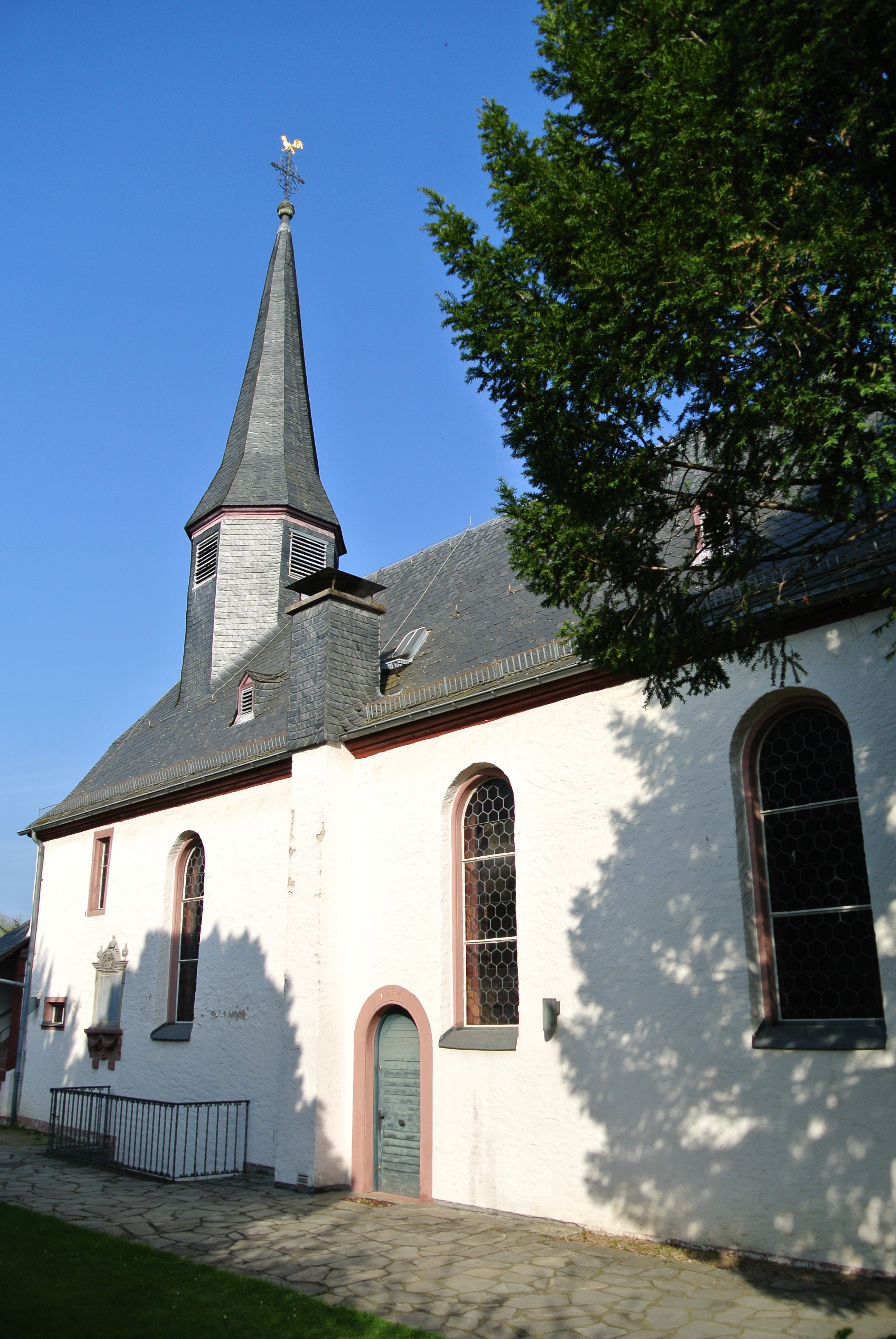
Ansicht von Südosten

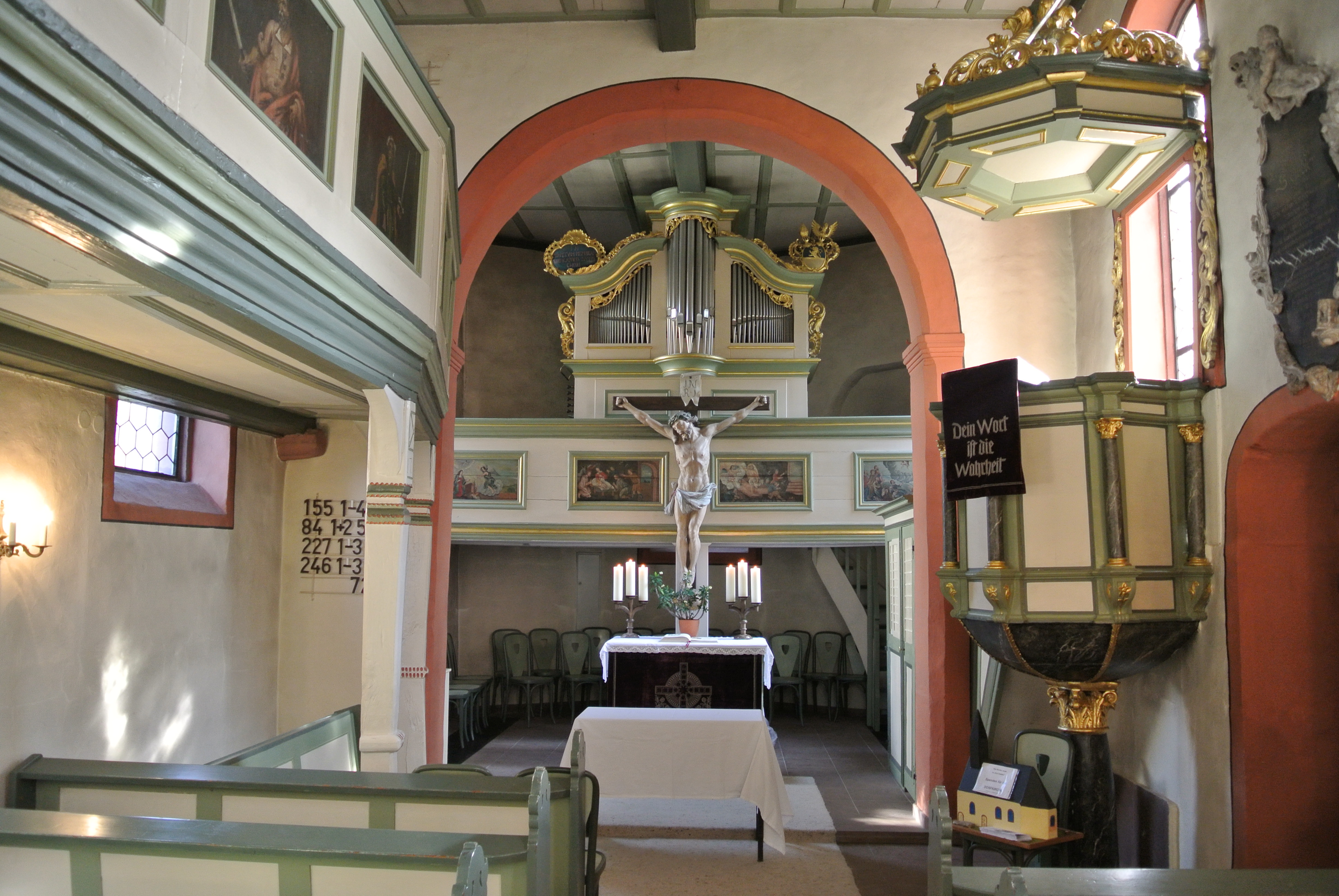
Innenraum

## Entstehung
Bei Ausgrabungen im Jahr 1988 fand man Backsteinfundamente im Fischgrätmuster, wie sie nur im 12. und 13. Jahrhundert verwendet wurden, die zu einer chorlosen, mittelalterlichen Hallenkirche gehörten. Sie wurde noch vor der Reformation um einen kleinen Chorraum mit Sakramentsnische erweitert, was heute noch aufgrund des großen Chorbogens im Innern zu sehen ist. 1527 wurde Unterliederbach evangelisch. Im Dreißigjährigen Krieg wurde die Kirche beschädigt und erhielt beim anschließenden Wiederaufbau nach und nach ihre heutige Gestalt. Die Westempore wurde 1680 eingebaut. Diese Jahreszahl ist an der hölzernen Stütze heute noch ablesbar. Stadtmaurermeister Daniel Kayser verlängerte 1716 den Chor um 3,60 Meter und fügte im Westen einen Eingangsbau an. Außerdem wurde die Nordempore errichtet, die über eine außenliegende, überdachte Treppe im Anbau angebunden ist. Die Orgelempore im Chor wurde 1753 eingebaut.

## Architektur
Nordwestlich von Höchst liegt Unterliederbach mit seinem intakten Dorfkern. Die Kirche steht inmitten des früheren Friedhofs, den man von der Heugasse durch einen Torbogen betritt. Von dort blickt man auf den dreiseitigen Chor der nach Osten gerichteten Kirche. Das langgestreckte, hell verputzte Gebäude ist durch je drei hohe Fenster in der Nord- und Südfassade gegliedert. Das steil geneigte Schieferdach ist auf der Westseite halb gewalmt. Hier befindet sich auch der Dachreiter mit den Glocken. Auf der Westseite betritt man durch den Anbau den Innenraum. Er ist knapp 20 Meter lang, nur 6,5 Meter breit und 5,50 Meter hoch. Die hölzerne Empore im Norden gliedert den Saal, der hauptsächlich durch die Fenster im Süden belichtet wird. Die Kanzel ist am südlichen Chorbogen angebracht. Der barocke Orgelprospekt und die historischen Gemälde kennzeichnen den Innenraum.

## Ausstattung
Unterhalb der Orgel befindet sich ein hölzernes Kruzifix des Darmstädter Bildhauers Johann Paul Eckard von 1760. Es wurde vom Mainzer Dompropst Hugo Franz Karl Graf von Eltz gestiftet. Auf der Brüstung der Orgelempore über dem Altar sind Bilddarstellungen von Verkündigung, Geburt, Auferstehung und Himmelfahrt zu sehen. Sie entstanden nach Vorlagen von Matthäus Merian. An der Nordempore entstanden um 1720 Apostelbilder nach Vorlagen von Lucas Kilian. Die Emporenbilder wurden bei einer Renovierung zu Beginn der 1980er Jahre freigelegt. Über dem Südausgang hängt ein Epitaph des Frankfurter Bildhauers Schnorr von 1772.
Der Orgelprospekt stammt von Johann Christian Köhler aus dem Jahr 1753. Die historische Orgel wurde 1990 unter Beibehaltung des barocken Erscheinungsbildes durch ein zeitgenössisches Instrument von Orgelbau Schuke mit 13 Registern und zwei Manualen ersetzt.

### Glocken
Die erste Kirchenglocke gab es laut einer Aussage des Pfarrers Johann Reinhard Reccius 1651 in der Dorfkirche. 1758 kam eine zweite Glocke dazu. Beide Glocken existieren heute nicht mehr. 
Heute besitzt die Kirche zwei neue Glocken.
| Nr. | Nominal | Gewicht (kg) | Jahr | Glockengießerei |
| 1   | c2      | 200          | 1893 | Andreas Hamm    |
| 2   | a2      | 450          | 1950 | Rincker         |

## Kirchhof
Der Kirchhof ist von einer Mauer umgeben und diente bis 1872 als Friedhof. Carl Friedrich Emil von Ibell liegt hier begraben. Sein Grabstein ist vorhanden.

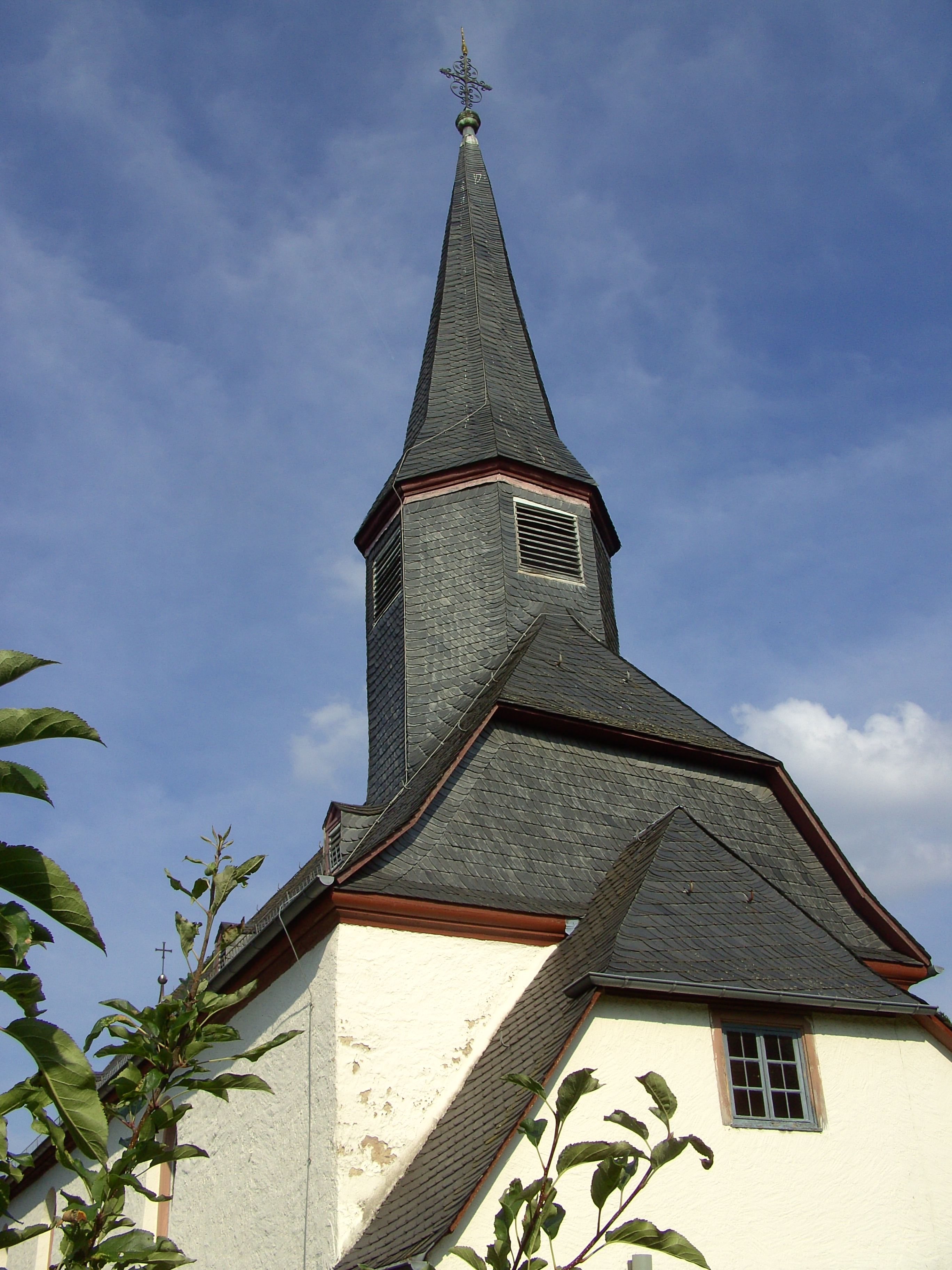
Dachreiter im Westen
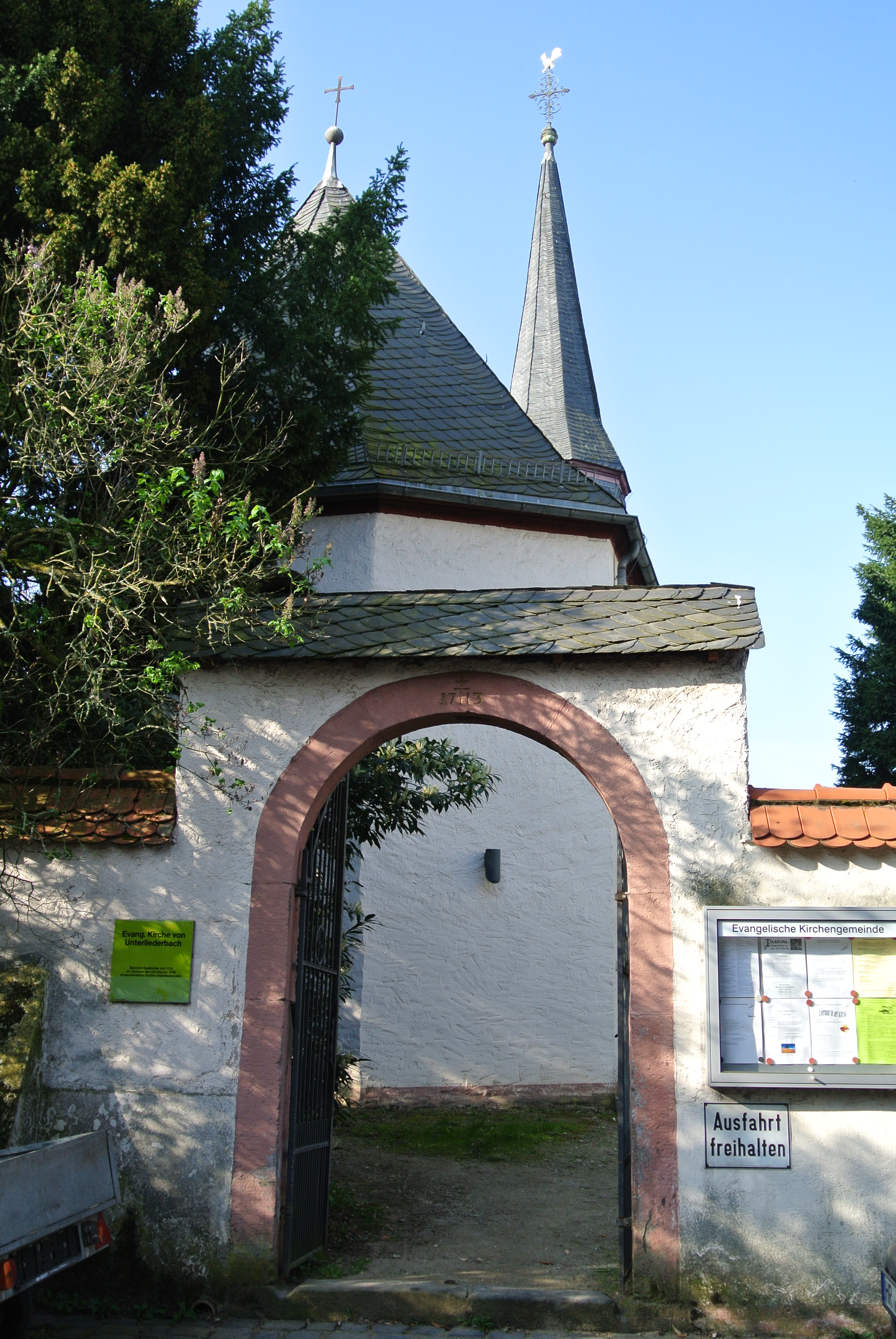
Torbogen am Eingang zum Kirchhof
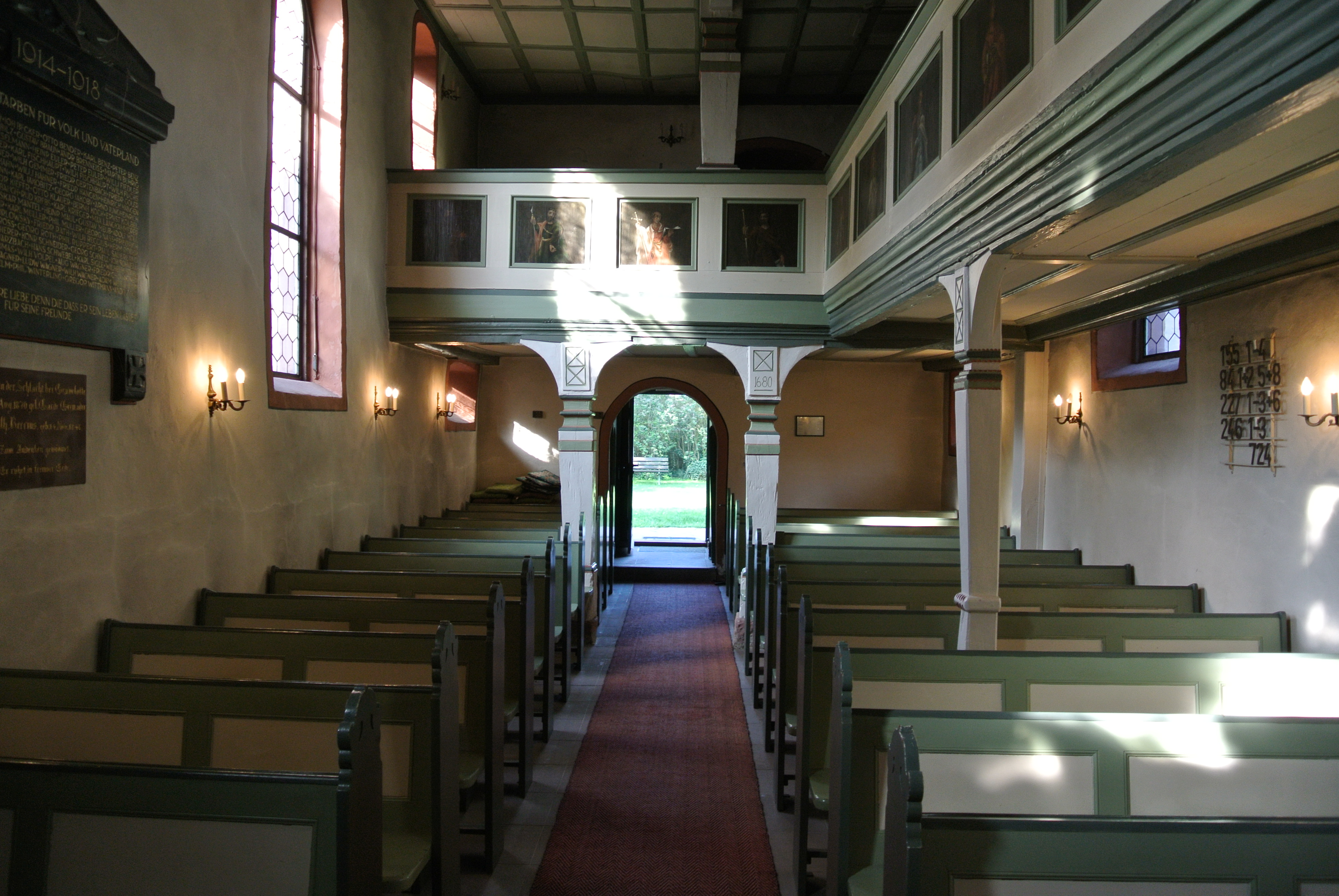
Innenraum mit Empore und Eingang
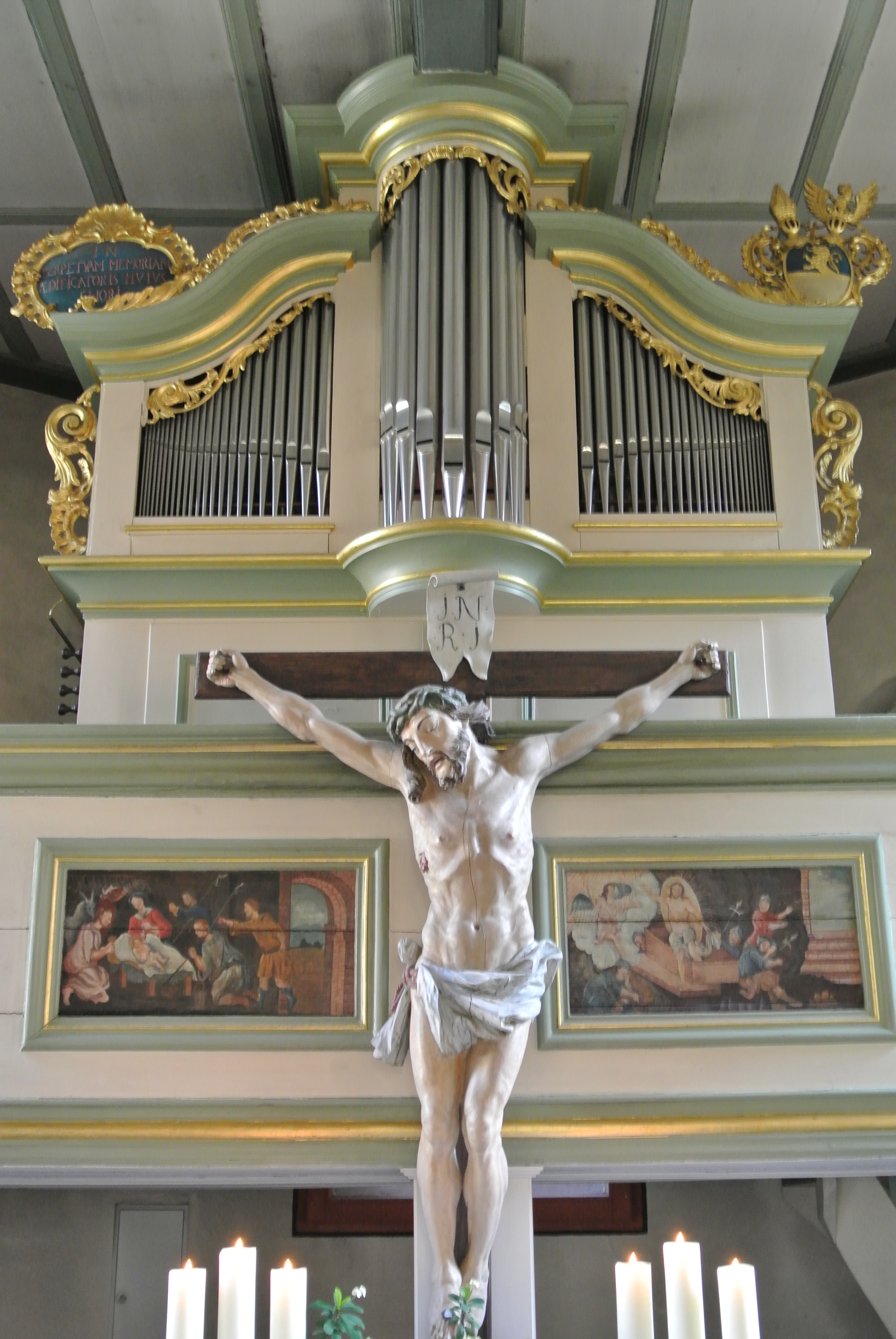
Orgel und Kruzifix